# Storvorde
Storvorde ist eine dänische Kleinstadt mit 3431 Einwohnern (1. Januar 2023) im Nordosten Jütlands. Sie war Verwaltungssitz der ehemaligen Sejlflod Kommune. Das Dorf Sejlflod südlich von Storvorde wird von der Statistik als Teil des Ortes Storvorde ausgewiesen.

## Geografie
Storvorde liegt im Ostteil der Aalborg Kommune südlich des Limfjords in den Kirchspielen Storvorde und Sejlflod. Die Innenstadt der Großstadt Aalborg liegt 12 km nordwestlich. Das Ufer des Limfjords ist etwa 2 km entfernt, die Ostseeküste liegt in ungefähr 15 km Entfernung.
Die Kleinstadt liegt auf der Grenze zwischen flachem Land zum Limfjord hin in Richtung Norden und Osten und für Dänemark außergewöhnlich hügeligem Land in Richtung Süden und Westen. So liegt ein großes Areal westlich der Stadt auf einer Höhe von 1 bis 3 m.o.h., während es Erhebungen unmittelbar südlich des Ortes gibt, welche die Höhe von 60 m.o.h. übersteigen.

## Geschichte
Das Dorf wurde erstmals um 1345 unter dem Namen Yterworthugh erwähnt, welcher sich mit der Zeit zu dem heutigen Namen wandelte. Bereits um 1300 wurde im heutigen Siedlungsgebiet die Storvorde Kirke errichtet.
Um das Jahr 1800 bestand Storvorde aus 24 Höfen und 30 Häusern und hatte 305 Einwohner.
1930 hatte Storvorde 435 Einwohner, 1955 waren es 518. Zu dieser Zeit lebten die meisten Bewohner des Ortes von Tätigkeiten in Handwerk und Industrie sowie von der Landwirtschaft. 1970 wurde durch eine Kommunalreform die Sejlflod Kommune gebildet, deren Verwaltungszentrum Storvorde war. 2006 wurde die Kommune im Zuge einer weiteren Reform mit weiteren Kommunen in die Aalborg Kommune eingegliedert.

## Verkehr
Mit dem Eisenbahngesetz vom 8. Mai 1894 wurde die private Bahnstrecke Aalborg–Hadsund geplant, mit deren Eröffnung am 2. Dezember 1900 im Ort ein Bahnhof in Betrieb genommen wurde. Diese Bahnstrecke wurde am 31. März 1969 stillgelegt und der Bahnhof wurde abgerissen.

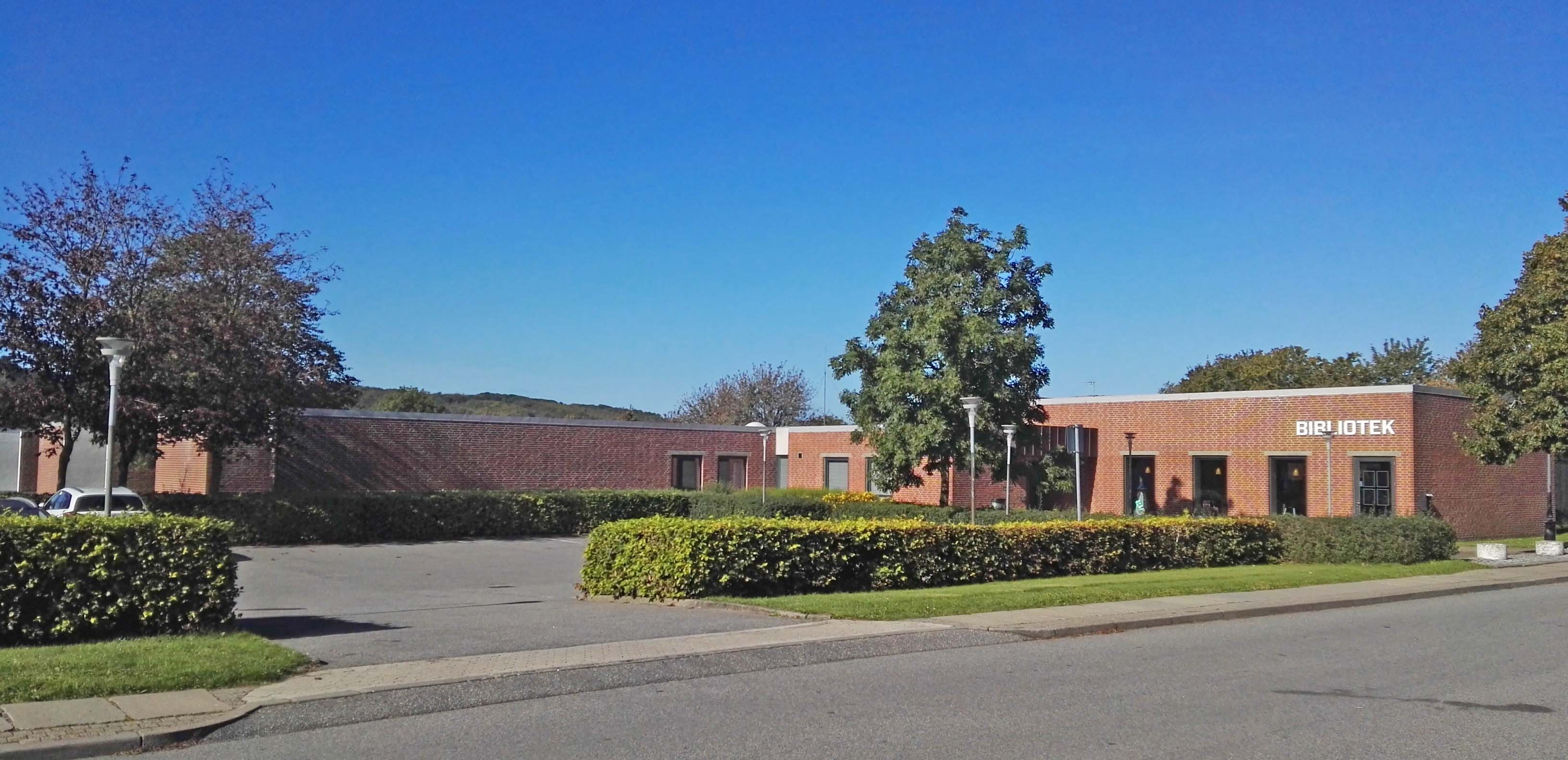
Ehemaliges Rathaus der Sejlflod Kommune